# Listă de stadioane de fotbal din Suedia
Aceasta este lista stadioanelor de fotbal din Suedia, clasificate după capacitate.
Această listă include:
- Stadioanele celor 60 de cluburi din primele 3 divizii (Allsvenskan, Superettan, Divizia 1 Nord și Divizia 1 Sud).
- Stadioanele cu o capacitate de cel puțin 4000 de locuri.

Nu mai este luat în considerare stadionul Råsunda, deoarece acesta va fi demolat în cursul anului 2013.

## Stadioane curente
| Poziție | Imagine      | Stadion                  | Capacitate | Club                | Divizie          | Oraș        | Ref    |
| ------- | ------------ | ------------------------ | ---------- | ------------------- | ---------------- | ----------- | ------ |
| 1       |              | Friends Arena            | 50,000     | Suedia AIK          | Allsvenskan      | Solna       |        |
| 2       |              | Swedbank Stadion         | 24,000     | Malmö FF            | Allsvenskan      | Malmö       | [ 1 ]  |
| 3       |              | Gamla Ullevi             | 18,416     | IFK Göteborg        | Allsvenskan      | Göteborg    | [ 2 ]  |
| 3       | GAIS         | Gamla Ullevi             | 18,416     |                     | Allsvenskan      | Göteborg    | [ 2 ]  |
| 3       | Örgryte IS   | Gamla Ullevi             | 18,416     | Division 1 Södra    |                  |             | [ 2 ]  |
| 4       |              | Idrottsparken            | 17,234     | IFK Norrköping      | Allsvenskan      | Norrköping  | [ 3 ]  |
| 4       | IK Sleipner  | Idrottsparken            | 17,234     | Division 1 Södra    |                  |             | [ 3 ]  |
| 5       |              | Borås Arena              | 16,899     | IF Elfsborg         | Allsvenskan      | Borås       | [ 4 ]  |
| 5       | Norrby IF    | Borås Arena              | 16,899     | Division 1 Södra    |                  |             | [ 4 ]  |
| 6       |              | Olympia                  | 16,500     | Helsingborgs IF     | Allsvenskan      | Helsingborg | [ 5 ]  |
| 7       |              | Söderstadion             | 16,187     | Hammarby IF         | Superettan       | Stockholm   | [ 6 ]  |
| 8       |              | Örjans Vall              | 15,500     | Halmstads BK        | Superettan       | Halmstad    | [ 7 ]  |
| 9       |              | Stockholms Stadion       | 14,700     | Djurgårdens IF      | Allsvenskan      | Stockholm   | [ 8 ]  |
| 10      |              | Behrn Arena              | 13,129     | Örebro SK           | Allsvenskan      | Örebro      | [ 9 ]  |
| 11      |              | Guldfågeln Arena         | 12,000     | Kalmar FF           | Allsvenskan      | Kalmar      | [ 10 ] |
| 12      |              | Landskrona IP            | 12,000     | Landskrona BoIS     | Superettan       | Landskrona  | [ 11 ] |
| 13      |              | Myresjöhus Arena         | 12,000     | Östers IF           | Superettan       | Växjö       |        |
| 14      |              | Vångavallen              | 10,000     | Trelleborgs FF      | Superettan       | Trelleborg  | [ 12 ] |
| 15      |              | Kopparvallen             | 8,300      | Åtvidabergs FF      | Allsvenskan      | Åtvidaberg  | [ 13 ] |
| 16      |              | T3 Arena                 | 8,000      | Umeå FC             | Superettan       | Umeå        | [ 14 ] |
| 17      |              | Starke Arvid Arena       | 8,000      | Ljungskile SK       | Superettan       | Ljungskile  | [ 15 ] |
| 18      |              | Norrporten Arena         | 7,700      | GIF Sundsvall       | Allsvenskan      | Sundsvall   | [ 16 ] |
| 19      |              | Stora Valla              | 7,500      | Degerfors IF        | Superettan       | Degerfors   | [ 17 ] |
| 20      |              | Strandvallen             | 7,000      | Mjällby AIF         | Allsvenskan      | Mjällby     | [ 18 ] |
| 21      |              | Strömvallen              | 6,711      | Gefle IF            | Allsvenskan      | Gefle       | [ 19 ] |
| 22      |              | Domnarsvallen            | 6,500      | IK Brage            | Division 1 Norra | Borlänge    | [ 20 ] |
| 22      | Dalkurd FF   | Domnarsvallen            | 6,500      | Superettan          |                  |             | [ 20 ] |
| 23      |              | Södertälje Fotbollsarena | 6,400      | Syrianska FC        | Superettan       | Södertälje  | [ 21 ] |
| 23      | Assyriska FF | Södertälje Fotbollsarena | 6,400      | Superettan          |                  |             | [ 21 ] |
| 24      |              | Rambergsvallen           | 6,000      | BK Häcken           | Allsvenskan      | Göteborg    | [ 22 ] |
| 25      |              | Grimsta IP               | 5,500      | IF Brommapojkarna   | Superettan       | Vällingby   |        |
| 26      |              | Stadsparksvallen         | 5,500      | Jönköpings Södra IF | Superettan       | Jönköping   | [ 24 ] |
| 27      |              | Finnvedsvallen           | 5,000      | IFK Värnamo         | Superettan       | Värnamo     | [ 25 ] |
| 28      |              | Påskbergsvallen          | 4,500      | Varbergs BoIS FC    | Superettan       | Varberg     | [ 26 ] |
| 29      |              | Ängelholms IP            | 4,000      | Ängelholms FF       | Superettan       | Ängelholm   | [ 27 ] |
| 30      |              | Falkenbergs IP           | 4,000      | Falkenbergs FF      | Superettan       | Falkenberg  | [ 28 ] |

## Alte stadioane
| Poziție | Image | Stadion       | Capacitate | Club      | Divizie    | Locul în divizia respectivă | Ref    |
| ------- | ----- | ------------- | ---------- | --------- | ---------- | --------------------------- | ------ |
| 1       |       | Ullevi        | 43,000     | None      | N/A        | N/A                         | [ 29 ] |
| 2       |       | Malmö Stadion | 26,500     | IFK Malmö | Division 4 | 1                           | [ 30 ] |
| 3       |       | Värendsvallen | 13,800     | None      | N/A        | N/A                         | [ 31 ] |
| 4       |       | Ryavallen     | 12,000     | None      | N/A        | N/A                         | [ 32 ] |

## Stadioane în construcție
| # | Imagine | Stadion         | Capacitate | Oraș      | Echipă                     | Timpul de construcție |
| - | ------- | --------------- | ---------- | --------- | -------------------------- | --------------------- |
| 2 |         | Tele2 Arena     | 30,000     | Stockholm | Djurgårdens IF Hammarby IF | 2010–2013             |
| 3 |         | Arena Linköping | 8,000      | Linköping | Linköpings FC              | 2011–2012             |

## Referinte
1. ↑  Malmö FF The Swedish FA. Accessed 30 March 2012
2. ↑  IFK Göteborg The Swedish FA. Accessed 30 March 2012
3. ↑  IFK Norrköping The Swedish FA. Accessed 30 March 2012
4. ↑  IF Elfsborg The Swedish FA. Accessed 30 March 2012
5. ↑  Helsingborgs IF The Swedish FA. Accessed 30 March 2012
6. ↑  Hammarby IF The Swedish FA. Accessed 30 March 2012
7. ↑  Halmstads BK The Swedish FA. Accessed 30 March 2012
8. ↑  Djurgårdens IF The Swedish FA. Accessed 30 March 2012
9. ↑  Örebro SK The Swedish FA. Accessed 30 March 2012
10. ↑  Kalmar FF The Swedish FA. Accessed 30 March 2012
11. ↑  Landskrona BoIS The Swedish FA. Accessed 30 March 2012
12. ↑  Trelleborgs FF The Swedish FA. Accessed 30 March 2012
13. ↑  Åtvidabergs FF The Swedish FA. Accessed 30 March 2012
14. ↑  Umeå FC The Swedish FA. Accessed 30 March 2012
15. ↑  Ljungskile SK The Swedish FA. Accessed 30 March 2012
16. ↑  GIF Sundsvall The Swedish FA. Accessed 30 March 2012
17. ↑  Degerfors IF The Swedish FA. Accessed 30 March 2012
18. ↑  Mjällby AIF The Swedish FA. Accessed 30 March 2012
19. ↑  Gefle IF The Swedish FA. Accesed 30 March 2012
20. ↑  IK Brage The Swedish FA. Accessed 30 March 2012
21. ↑  Syrianska FC The Swedish FA. Accessed 30 March 2012
22. ↑  BK Häcken The Swedish FA. Accessed 30 March 2012
23. IF Brommapojkarna The Swedish FA. Accessed 30 March 2012
24. ↑  Jönköpings Södra IF The Swedish FA. Accessed 30 March 2012
25. ↑  IFK Värnamo The Swedish FA. Accessed 30 March 2012
26. ↑  Varbergs BoIS FC The Swedish FA. Accessed 30 March 2012
27. ↑  Ängelholms FF The Swedish FA. Accessed 30 March 2012
28. ↑  Falkenbergs FF The Swedish FA. Accessed 30 March 2012
29. ↑  Ullevi Arhivat în 17 mai 2012, la Wayback Machine. Got Event. Accessed 30 March 2012
30. ↑  Malmö Stadion Arhivat în 22 noiembrie 2011, la Wayback Machine. Malmö Stad. Accesed 30 March 2012
31. ↑  Östers IF The Swedish FA. Accessed 30 March 2012
32. ↑  Ryavallen Arhivat în 18 aprilie 2013, la Archive.is IKYmer-Friidrott. Accessed 30 March 2012
33. ↑  „Om arenan” (în Swedish). Sydsvenskan. Arhivat din original la 17 mai 2012. Accesat în 2 aprilie 2011.
34. ↑  „Linköpings satsar på ny arena” (în Swedish). Sydsvenskan. Accesat în 2 aprilie 2011.

## Alte pagini similare
- Lista stadioanelor de fotbal după capacitate